# (6662) 1993 BP13
(6662) 1993 BP13 (1993 BP13, 1982 RW2, 1987 VC2) — астероїд головного поясу, відкритий 22 січня 1993 року.
Тіссеранів параметр щодо Юпітера — 3,375.